# Мен-Бет
Мен-Бет (англ. Man-Bat) — суперлиходій всесвіту DC Comics, ворог Бетмена.

## Про персонажа
Доктор Кірк Ленгстром, вчений, який спеціалізується на вивченні кажанів, розвиває екстракт призначений, щоб дати сліпим людям можливість орієнтуватися за допомогою ехолокаційних здібностей, запозичених у кажанів. Як суб'єкта експерименту він вибрав себе і ввів собі сироватку з гланд кажанів, несподівано перетворивши його на чудовисько.
Повна відсутність розуму компенсується неймовірною силою, домінуючими рефлексами, реакцією і рештою здібностями кажана.